# Henry Barron (1er baronnet)
Henry Winston Barron (15 octobre 1795 - 19 avril 1872) est un baronnet et homme politique irlandais, qui s'est présenté à neuf élections générales différentes.

## Jeunesse
Né à Ballymil dans le comté de Waterford, il est le fils de Pierce Barron et de sa femme Anna, fille unique d'Henry Winston. Son frère cadet est l'évêque Edward Barron. Barron fait ses études au Trinity College de Dublin.

## Carrière
Il entre à la Chambre des communes britannique pour Waterford City en 1832, mais il perd son siège aux élections générales de 1841. En octobre de la même année, il est créé baronnet de Bellevue, dans le comté de Kilkenny. Un an plus tard, les deux représentants de la circonscription sont démis de leurs sièges et Barron est réélu au parlement jusqu'en 1847. Il est réélu en 1848, siégeant pour les quatre années suivantes. Barron est réélu aux élections générales de 1865 et représente la ville de Waterford jusqu'en 1868. Bien qu'il ait remporté l'élection partielle de la circonscription l'année suivante, le résultat est déclaré nul pour corruption en 1870. Barron est haut shérif du comté de Waterford en 1858, juge de paix et lieutenant adjoint du comté.

## Famille
Le 1er mai 1822, il épouse Anna Leigh Grey, la fille unique de Gregory Page-Turner, quatrième baronnet et a d'elle une fille et un fils. Elle meurt en 1852, et Barron épouse en secondes noces Augusta Anna, la plus jeune fille de Charles Henry Somerset à St George's, Hanover Square le 1er août 1863. Ce mariage reste sans enfant. Barron est décédé à l'âge de 76 ans en 1872 et est enterré à Ferrybank, Waterford. Il est remplacé comme baronnet par son fils, Henry. Sa seconde épouse lui survit neuf ans .